# ۳۰ (میلادی)

## رویدادها
- خواندن سرود بر فراز کوه توسط عیسی مسیح برای گروه گرد آمده.
- مصلوب شدن عیسی (۷ آوریل)

بر اساس مکان
جنوب آسیا
- امپراتوری کوشان تأسیس شد (تاریخ تقریبی).[۱]

امپراتوری روم
- آگریپینا بزرگ (همسر ژرمانیکوس) و دو پسرش، نرون ژولیوس سزار و دروسوس سزار، به دستور لوسیوس آئلیوس سیجانوس (رئیس گارد پرتورین) دستگیر و تبعید شدند و بعداً در شرایط مشکوکی از گرسنگی جان باختند. در پاکسازی سیجانوس از آگریپینا بزرگ و خانواده‌اش، پسرش کالیگولا و سه دخترش، آگریپینا کوچک، جولیا دروسیلا و جولیا لیویلا تنها بازماندگان بودند.[۲]
- فایدروس حکایت‌های ازوپ را ترجمه می‌کند و برخی از آنها را خود می‌نویسد.[۳]
- ولیوس پاترکولوس تاریخ عمومی کشورهای شناخته شده در دوران باستان را می‌نویسد.[۴]

## زادروزها
- ۸ نوامبر - نروا، امپراتور روم

- جیا کوی، فیلسوف کنفوسیوسی چین (متوفی 101 پس از میلاد)

- موبون گوگوریو، پادشاه کره (متوفی ۵۳ پس از میلاد)

- پوپایا سابینا، همسر دوم نرون (متوفی 65 پس از میلاد)[۵]

- کوئینتوس پتیلیوس سرالیس، ژنرال رومی

## درگذشت‌ها
- یحیی ملقب به تعمیددهنده، واعظ و شخصیت مذهبی سدهٔ ۱ میلادی